# Trois Étrangères à Rome
Pour plus de détails, voir Fiche technique et Distribution.
Trois Étrangères à Rome (Tre straniere a Roma) est un film italien réalisé par Claudio Gora, sorti en 1958.

## Synopsis
Trois jeunes filles de Milan, se rendent en train à Rome pour passer le week-end de Pâques. Alors qu'elles déambulent dans les rues de la ville, fatiguées et les pieds endoloris, elles attirent l'attention de trois jeunes hommes en se faisant passer pour des touristes étrangères, afin de pouvoir être escortées jusqu'à leur voiture sans se fatiguer.
La farce se poursuit toute la journée jusqu'au soir, où les trois garçons découvrent leur identité lombarde. Les trois garçons décident de leur faire payer le lendemain, en se comportant grossièrement jusqu'à ce que les filles se dévoilent. Après les querelles qui suivent, tout se terminera par une fin heureuse.

## Fiche technique
- Titre original : Tre straniere a Roma
- Titre français : Trois Étrangères à Rome ou L'Étrangère à Rome
- Réalisation : Claudio Gora
- Scénario : Arpad DeRiso
- Photographie : Armando Nannuzzi
- Montage : Nella Nannuzzi
- Musique : Nino P. Tassone
- Société de production : Laika Cinematografica
- Pays de production :  Italie
- Langue originale : italien
- Format : Noir et blanc - Son mono
- Genre : Comédie romantique
- Durée : 96 minutes
- Dates de sortie : 
  - Italie : 2 novembre 1958
  - France : 1960

## Distribution
- Yvonne Monlaur : Nanda Colombo
- Claudia Cardinale : Marisa
- Françoise Danell : Elsa
- Luciano Marin : Sandro Nencioni
- Roy Ciccolini : Sergio
- Leonardo Botta : Franco
- Turi Pandolfini : Turiddu, forestier
- Giulio Paradisi
- Marco Tulli : Forestier
- Tamara Lees : la petite amie de Sandro
- Alberto Talegalli